# Universidad de Kanazawa
La Universidad de Kanazawa (en japonés:金沢大学; Kanazawa Daigaku, abreviado a 金大 Kindai) es la Universidad Nacional que se encuentra en la ciudad de Kanazawa, en la prefectura de Ishikawa, en Japón.

## Historia
En Japón, después de la Segunda Guerra Mundial, hubo reformas en el sistema de educación, que permitieron en 1949 adjuntar diferentes escuelas de nivel superior que se encontraban relativante cercaneas entre sí, en una sola Universidad Nacional. 
Bajo este rubro, la Universidad de Kanazawa fue constituida por siete escuelas: la Facultad de Medicina y Facultad de Ciencias Farmacéuticas; la Universidad Médica de Kanazawa; el Bachillerato Cuarto; la Escuela Normal de Ishikawa; el Colegio Tecnológico de Kanazawa; la Escuela Normal Superior de Kanazawa; y la Escuela Normal Juventud de Ishikawa.

## Facultades y escuelas de posgrado
Actualmente cuenta con 8 Facultades: Letras, Educación, Leyes, Economía, Ciencias, Medicina, Ciencias Farmacéuticas, e Ingeniería. 
Sus Escuelas de Posgrado son: Letras, Educación, Leyes, Economía, Ciencias médicas, Estudios Socio-ambientales, Tecnología y Ciencias Naturales, y Leyes.
Se puede definir su estructura también como:
- Escuela de Ciencias de Salud de la Facultad de Medicina (desde 1996)
- Biblioteca de la Universidad (desde 1949)
- Instituto de Investigación del Cáncer (desde 1967)
- Escuela de Graduados de Ciencias Naturales y Tecnología (desde 1987)
- Escuela de Graduados de Estudios Socio-ambientales (desde 1993)
- Escuela de Graduados de Ciencias Médicas (desde 1955)
- Escuela de Graduados de Economía (desde 1984)
- Escuela de Graduados de Leyes (desde 1971)
- Escuela de Graduados de Educación (desde 1982)
- Escuela de Graduados de Letras (desde 1972)

## Galería (Campus Kakuma)

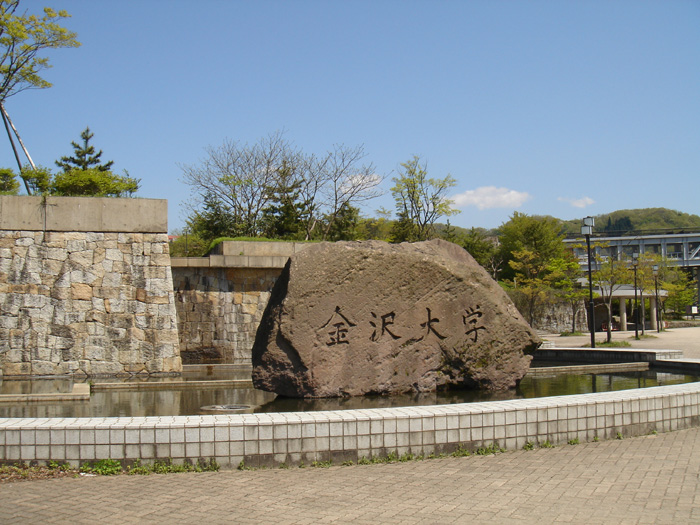
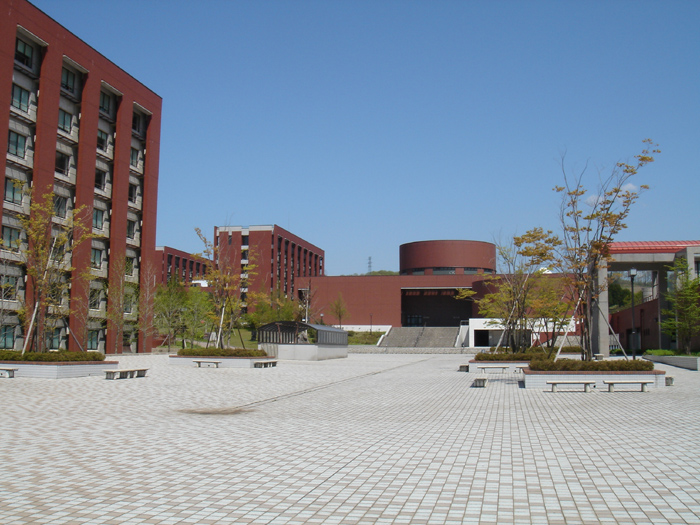
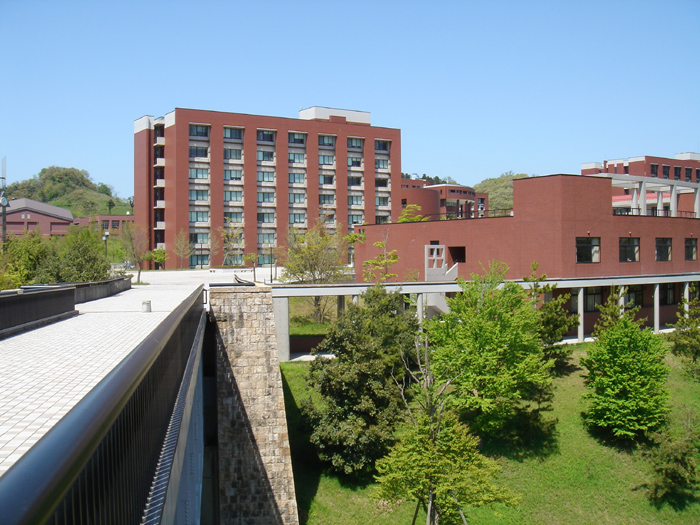
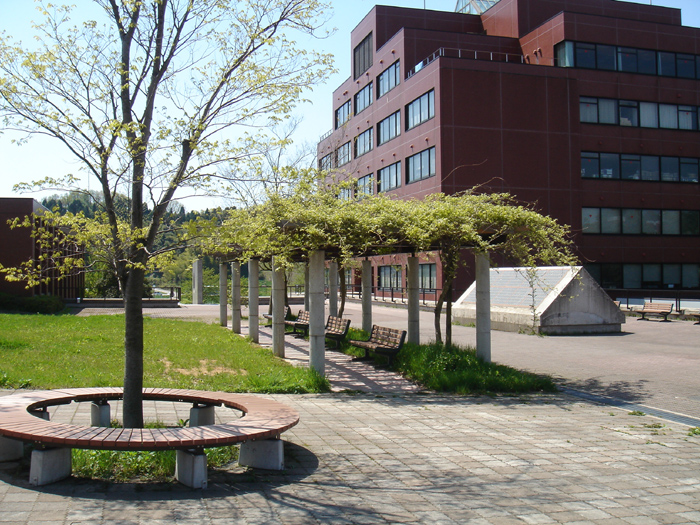
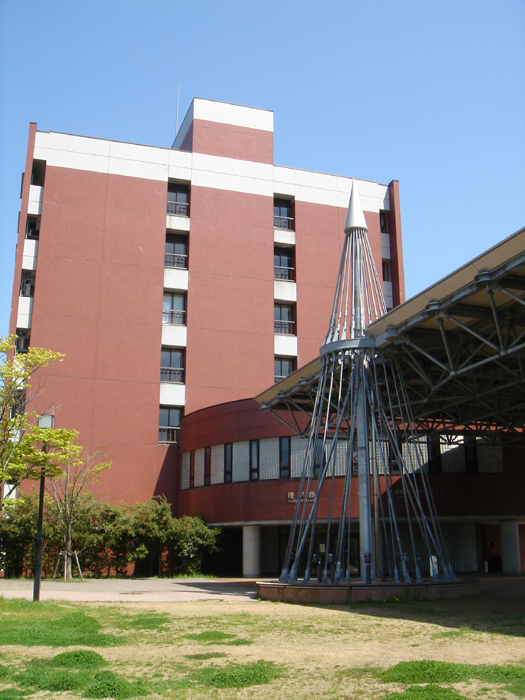

- Datos: Q684783
- Multimedia: Kanazawa University / Q684783